# Clubs sportifs de Tokyo
Il existe beaucoup de clubs sportifs à  Tōkyō. Les Tokyoïtes et plus largement les japonais vouent une immense passion aux sports en tout genres, cela peut être aussi bien les sports traditionnels japonais tels que le sumo que les sports plus occidentaux (football, baseball...)

## Liste des équipes sportives de Tōkyō

### Football
- F.C. Tokyo

- Tokyo Verdy 1969
- Sagawa Express Tokyo S.C. (Kōtō)

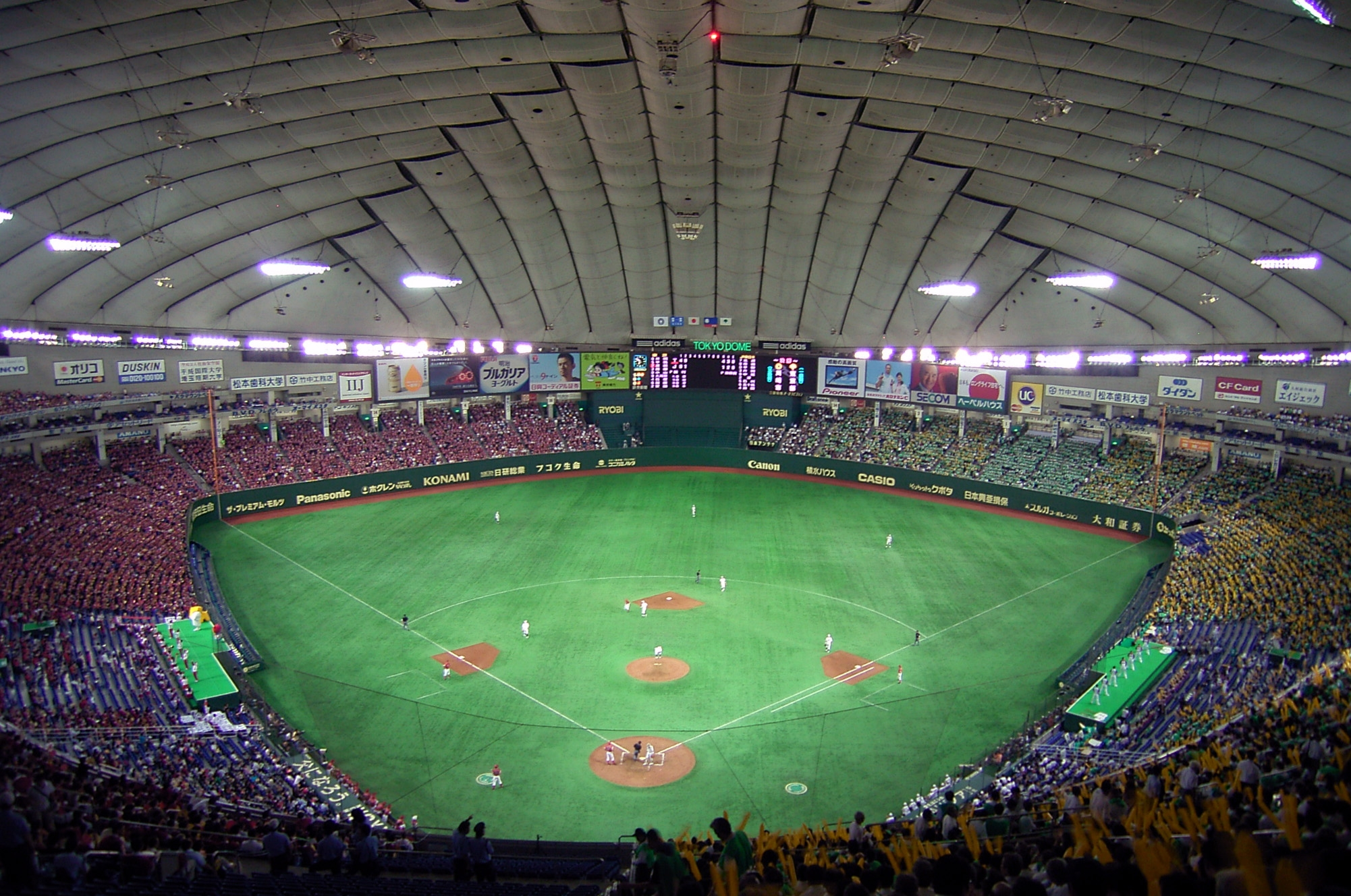
Le Tokyo Dome, stade des Yomiuri Giants

- Yokogawa Musashino F.C. (Musashino)

### Baseball
- Yomiuri Giants
- Tokyo Yakult Swallows

### Hockey sur glace
- Seibu Prince Rabbits (Nishitōkyō)

### Basketball
- Tokyo Apache (Ariake Coliseum)

### Volleyball
- NEC Blue Rockets (Fuchū)

### Rugby
- Ricoh Black Rams (Setagaya)
- Suntory Sungoliath (Fuchū)
- Toshiba Brave Lupus (Fuchū)

## Tennis
Tōkyō est l'hôte de l'Open de Tokyo des circuits professionnels de Tennis, ATP et WTA, qui se déroule en octobre. 

## Jeux olympiques
Tōkyō a hébergé les Jeux olympiques d'été de 1964, les premiers Jeux olympiques modernes qui ont eu lieu en Asie. Tōkyō sera l'hôte des Jeux olympiques d'été de 2020.